# Walerija Sorokina
Walerija Michajłowna Sorokina (ros. Валерия Михайловна Сорокина; ur. 29 marca 1984) – rosyjska badmintonistka, brązowa medalistka olimpijska w grze podwójnej.

## Kariera
W grze podwójnej występuje w parze z Niną Wisłową, a w mikście z Aleksandrem Nikołajenką (od 2009 roku).
Największym jej sukcesem jest brązowy medal igrzysk olimpijskich w Londynie w grze podwójnej.
Mistrzyni Europy z Manchesteru oraz 2-krotna brązowa medalistka z Herning i Karlskrony w grze podwójnej.